# 魏东普
魏东普（1950年—），河北威县人，汉族，中华人民共和国政治人物、第十一届全国人民代表大会解放军代表。
毕业于国防大学基本系联合战役专业，是中共党员。担任石家庄机械化步兵学院政委。2008年起担任全国人大代表。